# Campeonato Europeu de Futebol Sub-21 de 2000
O Campeonato Europeu de Futebol Sub-21 de 2000 foi a décima segunda edição do Campeonato Europeu de Futebol Sub-21.
A fase de qualificação durou de 1998 a 2000, e contou com 47 participantes, sendo a primeira participação para a Irlanda do Norte. Destas, apenas oito equipas apuraram-se para as fases finais, na Eslováquia, que havia sido escolhida como anfitriã.
As 47 equipas nacionais foram divididas em nove grupos (sete grupos e cinco e dois grupos de seis). Depois foi disputada uma fase de play-off, para a qual se apuraram-se directamente os vencedores de cada grupos, mais os sete melhores segundo classificados. O vencedor de cada um dos oito jogos apurou-se para a fase final do torneio.
As quatro primeiras equipas qualificaram-se para o torneio de futebol nos Jogos Olímpicos de Verão de 2000.

## Fase de grupos

### Grupo A
| Selecção      | J | V | E | D | GM | GS | +/- | Pts |
| ------------- | - | - | - | - | -- | -- | --- | --- |
| Tchéquia      | 3 | 2 | 1 | 0 | 8  | 5  | +3  | 7   |
| Espanha       | 3 | 1 | 2 | 0 | 2  | 1  | +1  | 5   |
| Países Baixos | 3 | 1 | 0 | 2 | 3  | 5  | -2  | 3   |
| Croácia       | 3 | 0 | 1 | 2 | 4  | 6  | -2  | 1   |

| 27 de Maio de 2000 | Croácia     | 1 - 2 | Países Baixos                  | Štadión Antona Malatinského, Trnava |
|                    | Miladin 20' |       | van Bommel 42' · Hesselink 83' |                                     |

| 27 de Maio de 2000 | Espanha   | 1 - 1 | Tchéquia     | Štadión na Sihoti, Trenčín |
|                    | Luque 90' |       | L. Došek 55' |                            |

| 29 de Maio de 2000 | Tchéquia                          | 3 - 1 | Países Baixos | Štadión na Sihoti, Trenčín |
|                    | Jankulovski 28' · Jarolím 54' 82' |       | Lurling 17'   |                            |

| 29 de Maio de 2000 | Espanha | 0 - 0 | Croácia | Štadión Antona Malatinského, Trnava |
|                    |         |       |         |                                     |

| 1 de Junho de 2000 | Países Baixos | 0 - 1 | Espanha   | Štadión Antona Malatinského, Trnava |
|                    |               |       | Angulo 5' |                                     |

| 1 de Junho de 2000 | Tchéquia                                                   | 4 - 3 | Croácia                  | Štadión na Sihoti, Trenčín |
|                    | L. Došek 42' (g.p.) · Baroš 56' · Petrouš 62' · Sionko 80' |       | Šerić 4' · Tudor 59' 87' |                            |

### Grupo B
| Selecção   | J | V | E | D | GM | GS | +/- | Pts |
| ---------- | - | - | - | - | -- | -- | --- | --- |
| Itália     | 3 | 2 | 1 | 0 | 6  | 2  | +4  | 7   |
| Eslováquia | 3 | 2 | 1 | 0 | 5  | 2  | +5  | 7   |
| Inglaterra | 3 | 1 | 0 | 2 | 6  | 4  | +2  | 3   |
| Turquia    | 3 | 0 | 0 | 3 | 2  | 11 | -9  | 0   |

| 27 de Maio de 2000 | Eslováquia               | 2 - 1 | Turquia    | Bratislava |
|                    | Greško 6' · Čišovský 68' |       | Dursun 63' |            |

| 27 de Maio de 2000 | Itália                           | 2 - 0 | Inglaterra | Bratislava |
|                    | Comandini 24' · Pirlo 45' (g.p.) |       |            |            |

| 29 de Maio de 2000 | Inglaterra                                                                 | 6 - 0 | Turquia | Bratislava |
|                    | Lampard 27' · Jeffers 45' · Cort 66' · King 73' · Mills 77' · Campbell 90' |       |         |            |

| 29 de Maio de 2000 | Itália      | 1 - 1 | Eslováquia | Bratislava |
|                    | Baronio 17' |       | Babnič 73' |            |

| 1 de Junho de 2000 | Turquia  | 1 - 3 | Itália                                         | Bratislava |
|                    | Akın 56' |       | Spinesi 14' · Baronio 35' (g.p.) · Ventola 82' |            |

| 1 de Junho de 2000 | Inglaterra | 0 - 2 | Eslováquia              | Bratislava |
|                    |            |       | Babnič 67' · Németh 74' |            |

## Terceiro lugar
| 4 de Junho de 2000 | Espanha    | 1 - 0 | Eslováquia | Bratislava |
|                    | Ferron 58' |       |            |            |

## Final
| 28 de Maio de 2002 | Tchéquia     | 1 - 2 | Itália               | Bratislava |
| 20:30              | T. Došek 51' |       | Pirlo 42' (g.p.) 81' |            |

## Resultado
| Campeonato Europeu Sub-21 de 2000 Campeões |
| ------------------------------------------ |
| Itália Sub-21 4º Título                    |